# Antonie Erhartt
Antonie Erhartt (14. April 1826 in Wien – 25. August 1853 in Pest) war eine österreichische Theaterschauspielerin und Opernsängerin (Sopran).

## Leben
Ihre Eltern waren am Leopoldstädter Theater engagiert und schon als sechsjähriges Kind wurde Erhartt auf der Bühne beschäftigt. Da sie auch eine schöne Sopranstimme besaß, ließ sie ihr Vater zuerst bei dem bekannten Kapellmeister Adolf Müller senior und später von Giovanni Gentiluomo ausbilden.
1843 debütierte Erhartt am Leopoldstädter Theater in Mädel aus der Vorstadt und wurde von Direktor Carl Carl sofort für seine beiden Bühnen engagiert, in deren Verband sie bis 1847 verblieb. Hierauf wirkte sie ein Jahr am Landestheater in Linz und wurde 1848 für das Stadttheater Brünn verpflichtet. 1852 sollte ihre Karriere eigentlich beginnen, doch sie starb völlig überraschend während eines Gastspiels am Deutschen Theater in Pest.
Sie hinterließ ihre Tochter Louise Erhartt, die später ebenfalls eine Theaterschauspielerin wurde.